# Artdanthé
Artdanthé est un festival interdisciplinaire créé en 1998 au sein du théâtre de Vanves par son directeur José Alfarroba. 
Ce rendez-vous propose une programmation consacrée à la jeune création contemporaine durant plus d'un mois au sein de la ville de Vanves. 

## Historique
Au cours des années, la danse contemporaine est devenue l'élément central de ce festival international, qui est reconnu aujourd'hui par son soutien[non neutre] à de jeunes chorégraphes et metteurs en scène (Boris Charmatz, Dave St-Pierre, Herman Diephuis, Fabrice Lambert, Gaël Sesboüé, Kataline Patkaï, Yves-Noël Genod, Jeanne Candel, etc.), mais aussi à des photographes de danse tel que Kim Lin Bailly.
Artdanthé est devenu un événement majeur alliant la danse contemporaine et de multiples disciplines artistiques.[réf. nécessaire]